# Функтор прямого образа
Функтор прямого образа — это обобщение понятия сечения пучка на относительный случай.

## Определение
Пусть f: X → Y — непрерывное отображение топологических пространств, и Sh(-) обозначает категорию пучков абелевых групп на топологическом пространстве. Функтор прямого образа
{\displaystyle f_{*}:Sh(X)\to Sh(Y)}
переводит пучок F на X в предпучок
{\displaystyle f_{*}F(U):=F(f^{-1}(U)),}
который оказывается пучком на Y.
Эта операция функториальна, в том смысле, что морфизм пучков φ: F → G на X порождает морфизм пучков f∗(φ): f∗(F) → f∗(G) на Y.

### Пример
Если Y — это точка, то функтор прямого образа совпадает с функтором глобальных сечений.

## Высшие прямые образы
Функтор прямого образа точен слева, но, вообще говоря, не точен справа. Следовательно, можно рассмотреть правые производные функторы функтора прямого образа. Они называются высшими прямыми образами и обозначаются Rq f∗.
Для высших прямых образов можно дать выражение, сходное с выражением для прямых образов: для пучка F на X, Rq f∗(F) — это пучок, ассоциированный с предпучком
{\displaystyle U\mapsto H^{q}(f^{-1}(U),F).}

## Properties
- Функтор прямого образа сопряжён справа к функтору обратного образа, то есть для любого непрерывного отображения {\displaystyle f:X\to Y} и {\displaystyle {\mathcal {F}},{\mathcal {G}}} на X, Y соответственно, существует естественный изоморфизм

{\displaystyle \mathrm {Hom} _{\mathbf {Sh} (X)}(f^{-1}{\mathcal {G}},{\mathcal {F}})=\mathrm {Hom} _{\mathbf {Sh} (Y)}({\mathcal {G}},f_{*}{\mathcal {F}})}.
- Если f — вложение замкнутого подпространства X ⊂ Y то f∗ точен. Более того, в этом случае f∗ является эквивалентностью категорий между пучками на X и пучками на Y с носителем в X. Это следует из того факта, что слой {\displaystyle (f_{*}{\mathcal {F}})_{y}} равен {\displaystyle {\mathcal {F}}_{y}}, если {\displaystyle y\in X} и равен нулю иначе (здесь используется замкнутость X в Y).